# Mathis Olimb
Mathis Olimb (ur. 1 lutego 1986 w Oslo) – norweski hokeista, reprezentant Norwegii, trzykrotny olimpijczyk.
Jego brat Ken André (ur. 1989) także został hokeistą.

## Kariera
- Vålerenga (2001-2003)
- Manglerud Star (2003-2004)
- Vålerenga (2003-2004)
- London Knights (2004)
- Sarnia Sting (2004-2005)
- Vålerenga (2005-2007)
- Augsburger Panther (2007-2009)
- Frölunda (2009-2010)
- Rockford IceHogs (2010-2011)
- Frölunda (2011-2015)
- Jokerit (2015)
- Kloten Flyers (2015-2016)
- Linköpings HC (2016-2018)
- Skellefteå AIK (2018-2019)
- Grizzlys Wolfsburg (2019-2021)

Wychowanek klubu Manglerud Star. Od kwietnia 2011 roku zawodnik Frölunda HC. Od kwietnia 2015 zawodnik Jokeritu. W grudniu 2015 został wypożyczony do Kloten Flyers. Od kwietnia 2016 wraz z bratem Kenem André został zawodnikiem szwedzkiego klubu Linköpings HC. Od czerwca 2018 do kwietnia 2019 był zawodnikiem Skellefteå AIK. W maju 2019 przeszedł do niemieckiego klubu Grizzlys Wolfsburg. W maju 2021 ogłoszono jego odejście z tego klubu.
Uczestniczył w turniejach mistrzostw świata w 2007, 2008, 2010, 2011, 2012, 2013, 2014, 2015, 2016, 2017, 2018, 2019 oraz zimowych igrzysk olimpijskich 2010, 2014, 2018.

## Sukcesy

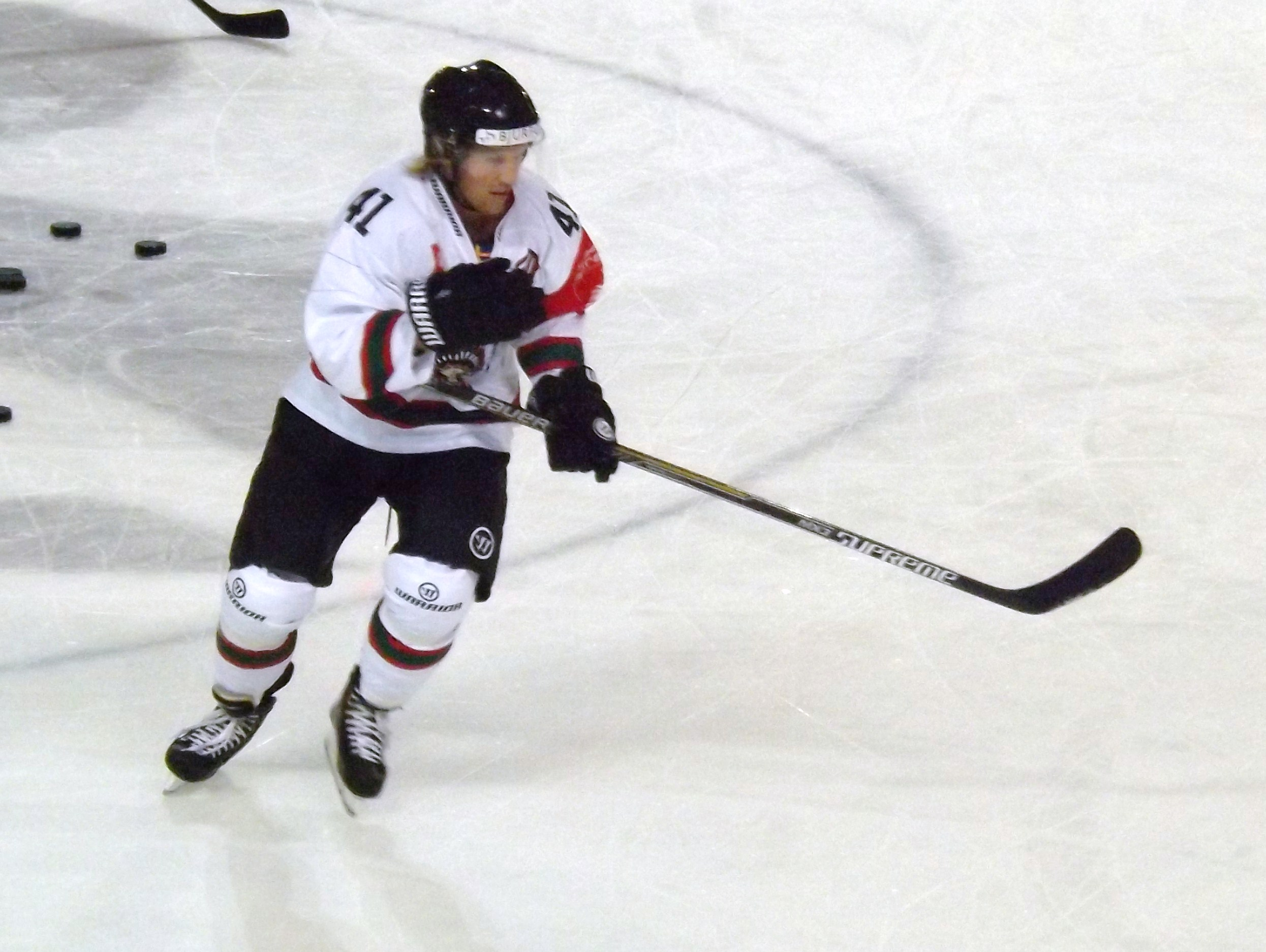
Mathis Olimb w barwach Frölunda (2014)

Klubowe
- Złoty medal mistrzostw Norwegii: 2003, 2006, 2007 z Vålerenga
- Złoty medal mistrzostw Szwecji: 2000 z Djurgården
- Finał Hokejowej Ligi Mistrzów: 2015 z Frölunda

Indywidualne
- Mistrzostwa świata do lat 18 w hokeju na lodzie mężczyzn 2003#I Dywizja:
  - Najlepszy napastnik turnieju[10]
- GET-ligaen (2006/2007):
  - Pierwsze miejsce w klasyfikacji asystentów
- Mistrzostwa Świata w Hokeju na Lodzie 2011/Elita:
  - Pierwsze miejsce w klasyfikacji asystentów turnieju: 8 asyst
  - Dziewiąte miejsce w klasyfikacji kanadyjskiej turnieju: 9 punktów
- Mistrzostwa Świata w Hokeju na Lodzie 2013/Elita:
  - Jeden trzech najlepszych zawodników reprezentacji[11]
- European Trophy 2013:
  - Drugie miejsce w klasyfikacji asystentów całego cyklu: 9 asyst
- Hokejowa Liga Mistrzów (2014/2015)
  - Pierwsze miejsce w klasyfikacji asystentów turnieju: 18 asyst
  - Dziewiąte miejsce w klasyfikacji kanadyjskiej turnieju: 26 punktów[12]
- Svenska hockeyligan (2014/2015):
  - Trzecie miejsce w klasyfikacji asystentów w sezonie zasadniczym: 39 asyst
  - Szóste miejsce w klasyfikacji kanadyjskiej w sezonie zasadniczym: 46 punktów
- Mistrzostwa Świata w Hokeju na Lodzie 2015/Elita:
  - Czwarte miejsce w klasyfikacji asystentów turnieju: 8 asyst[13]
  - Jeden z trzech najlepszych zawodników reprezentacji na turnieju[14]
- Mistrzostwa Świata w Hokeju na Lodzie 2016/Elita:
  - Jeden z trzech najlepszych zawodników reprezentacji w turnieju[15]

Wyróżnienie
- Gullpucken - hokeista Roku w Norwegii: 2015[16]